# Пухвёрс: Монстры, объединяйтесь
«Пухвёрс: Мо́нстры, объединя́йтесь» (англ. Poohniverse: Monsters Assemble) — будущий британский независимый слэшер режиссёра Риса Фрейк-Уотерфилда по сценарию, написанному им же в соавторстве со Скоттом Чемберсом. Шестая картина во «Вселенной извращённого детства», которая является кроссовером предыдущих пяти фильмов франшизы. В ленте снимутся Чемберс, Меган Пласито, Роксанна Макки, Льюис Сантер, Мартин Портлок и Кит Грин.
Выход в кинотеатральный прокат запланирован 2026 год.

## Сюжет
Согласно Variety, по сюжету ленты «монстры объединятся в команду, чтобы сразиться с выжившими из предыдущих фильмов».

## В ролях
- Скотт Чемберс — Кристофер Робин[2]
- Меган Пласито — Венди Дарлинг[2]
- Роксанна Макки — Ксана[2]
- Льюис Сантер — Тигра[2]
- Мартин Портлок — Питер Пэн[2]
- Кит Грин — Динь-Динь[4]

## Создание
Низкобюджетный слэшер-кроссовер с участием персонажей всех фильмов кинофраншизы «Вселенная извращённого детства» был анонсирован 18 марта 2024 года. В состав заглавной команды монстров входят уже появлявшиеся во франшизе Винни-Пух, Тигра, Пятак, Сова, Бэмби, Питер Пэн, Динь-Динь и Пиноккио, а также Кролик, Спящая красавица, Безумный Шляпник, Чеширский Кот и Мэри Поппинс. К своим ролям вернулись Чемберс, Меган Пласито, Роксанна Макки, Льюис Сантер, Мартин Портлок и Кит Грин.
Режиссёром проекта выступил Рис Фрейк-Уотерфилд. Сценарий и продюсирование взял на себя он же и Скотт Чемберс (последний — под псевдонимом Скотт Джеффри). Вдохновением для создания кроссовера послужил слэшер «Фредди против Джейсона» 2003 года и фильмы о Мстителях медиафраншизы «Кинематографическая вселенная Marvel». Бюджет картины значительно превысит стоимость предыдущих фильмов «Вселенной извращённого детства». Чемберс заявил: «Когда вы увидите отдельные фильмы, то обнаружите отсылки, предвещающие кроссовер. Некоторые злодеи не сойдутся во взглядах, что даст повод устроить кровавую бойню между ними в эпической схватке монстра с монстром». В декабре 2024 года он объявил, что Мэри Поппинс, Питер Пэн и Безумный Шляпник станут наиболее отрицательными персонажами фильма.
Съёмки начнутся в марте 2026 года. Ранее ожидалось, что они будут запущены в марте 2025 года.

## Релиз
Фильм «Пухвёрс: Монстры, объединяйтесь» выйдет в кинотеатрах в 2026 году.